# Friedrich von Möllendorff
Johann Friedrich von Möllendorff (* 1. Juli 1831 in Schkopau; † 31. Juli 1905 in Berlin) war ein preußischer Generalleutnant.

## Leben

### Herkunft
Friedrich entstammt dem alten Adelsgeschlecht von Möllendorff aus der Altmark. Er war der Sohn des preußischen Generals der Infanterie Johann Carl von Möllendorff (1791–1860) und dessen zweiter Ehefrau Ulrike, geborene von Trotha (1805–1835).

### Militärkarriere
Möllendorff besuchte ab September 1842 zunächst das Kadettenhaus in Potsdam, wurde aber auf Wunsch seines Vaters vorzeitig Ende Dezember 1846 entlassen. Am 19. Mai 1849 trat er als Dragoner in das Garde-Dragoner-Regiment der Preußischen Armee ein und wurde Mitte Oktober 1850 unter Beförderung zum Sekondeleutnant in das 1. Garde-Ulanen-Regiment versetzt. Von Juni 1858 bis Mai 1860 diente Möllendorff als Regimentsadjutant und avancierte zwischenzeitlich bis Ende September 1859 zum Rittmeister. Als Eskadronchef nahm er 1866 während des Krieges gegen Österreich an der Schlacht bei Königgrätz teil und erhielt für sein Wirken den Roten Adlerorden IV. Klasse mit Schwertern.
Nach dem Krieg stieg Möllendorff zum Major auf und wurde Anfang Mai 1870 als etatsmäßiger Stabsoffizier in das 1. Brandenburgische Ulanen-Regiment (Kaiser von Rußland) Nr. 3 versetzt. In dieser Eigenschaft nahm er 1870/71 im Krieg gegen Frankreich an den Schlachten bei Vionville, Orléans und Le Mans sowie dem Handstreich auf Laon teil. Zeitweise war er für den abkommandierten Kommandeur Friedrich von der Groeben mit der Regimentsführung beauftragt und wurde mit dem Eisernen Kreuz II. Klasse sowie dem Orden der Heiligen Anna II. Klasse mit Schwertern ausgezeichnet.
Am 12. Dezember 1872 beauftragte man Möllendorff unter Stellung à la suite zunächst mit der Führung des Brandenburgischen Kürassier-Regiments (Kaiser Nicolaus I. von Rußland) Nr. 6 und nach seiner Beförderung zum Oberstleutnant wurde er am 2. September 1873 zum Regimentskommandeur ernannt. In dieser Eigenschaft nahm er im Sommer 1874 auf Einladung des Zaren an den russischen Truppenübungen bei Warschau und Sankt Petersburg teil. Möllendorff avancierte Ende März 1876 zum Oberst, wurde im September 1880 mit dem Kronen-Orden II. Klasse ausgezeichnet und im März/April 1881 zu den Beisetzungsfeierlichkeiten von Kaiser Alexander II. nach Sankt Petersburg kommandiert. Unter Stellung à la suite erfolgte am 15. November 1881 seine Ernennung zum Kommandeur der in Stettin stationierten 3. Kavallerie-Brigade. Er wurde am 11. Juni 1882 zum Generalmajor befördert und am 5. Juli 1883 aufgrund zunehmender Schwerhörigkeit unter Verleihung des Roten Adlerordens II. Klasse mit Eichenlaub und Schwertern am Ringe mit der gesetzlichen Pension zur Disposition gestellt.
Kaiser Wilhelm I. verlieh Möllendorff am 22. März 1887 den Charakter als Generalleutnant. Er starb unverheiratet an Magenkrebs und wurde am 8. August 1905 in Potsdam beigesetzt.